# NPG Records
NPG Records is een platenlabel opgericht in 1993 door de Amerikaanse popartiest Prince en bestuurd door Trevor Guy.
Het werd opgericht om zijn muziek en die van anderen te kunnen uitbrengen, nadat zijn vorige label Paisley Park Records was opgeheven door zijn platenmaatschappij Warner Bros. Records na een hoogopgelopen conflict tussen hen.
Oorspronkelijk werkte NPG Records met wisselde distributeurs. In 2017 nam Universal Records de distributie van alle uitgaven van het platenlabel op zich.

## Discografie

### Prince-uitgaven
| Verschijningsdatum | Albumtitel                    | Distributie                                | Uitgegeven als                    |
| ------------------ | ----------------------------- | ------------------------------------------ | --------------------------------- |
| 1994               | The Beautiful Experience (ep) | Bellmark/Life Records via Bellmark Records | Prince                            |
| 1995               | The Gold Experience           | Warner Bros. Records                       | Prince                            |
| 1996               | Emancipation                  | EMI                                        | Prince                            |
| 1997               | NYC (ep)                      | exclusief via NPG Retail Store             | Prince                            |
| 1998               | Crystal Ball                  | 1-800-NEW-FUNK shop                        | Prince                            |
| 1998               | The Truth                     | 1-800-NEW-FUNK shop                        | Prince                            |
| 1999               | 1999: The New Master (ep)     | NPG Music Club                             | Prince & The Revolution           |
| 1999               | Rave Un2 the Joy Fantastic    | Arista Records                             | Prince                            |
| 1999               | Rave In2 the Joy Fantastic    | NPG Music Club                             | Prince                            |
| 2001               | The Rainbow Children          | Redline Entertainment                      | Prince                            |
| 2002               | One Nite Alone...             | NPG Music Club                             | Prince                            |
| 2002               | One Nite Alone... Live!       | NPG Music Club                             | Prince & The New Power Generation |
| 2003               | Xpectation                    | NPG Music Club                             | Prince                            |
| 2003               | C-Note                        | NPG Music Club                             | Prince & The New Power Generation |
| 2003               | N.E.W.S                       | Big Daddy Music Distribution               | Prince                            |
| 2004               | Musicology                    | Columbia Records                           | Prince                            |
| 2004               | The Chocolate Invasion        | NPG Music Club                             | Prince                            |
| 2004               | The Slaughterhouse            | NPG Music Club                             | Prince                            |
| 2006               | 3121                          | Universal Music Group                      | Prince                            |
| 2007               | Planet Earth                  | Columbia Records                           | Prince                            |
| 2008               | Indigo Nights                 | niet gekend                                | Prince                            |
| 2009               | LOtUSFLOW3R / MPLSoUND        | Because Music                              | Prince                            |
| 2010               | 20Ten                         | niet gekend                                | Prince                            |
| 2014               | Plectrumelectrum              | Warner Bros. Records                       | Prince & 3rd Eye Girl             |
| 2014               | Art Official Age              | Warner Bros. Records                       | Prince                            |
| 2015               | Hit n Run Phase One           | Universal                                  | Prince                            |
| 2015               | Hit n Run Phase Two           | Tidal                                      | Prince                            |
| 2016               | 4Ever                         | Warner Bros. Records                       | Prince                            |
| 2017               | Purple Rain Remastered        | Warner Bros. Records                       | Prince & The Revolution           |
| 2018               | Piano & A Microphone 1983     | Warner Bros. Records                       | Prince                            |
| 2019               | Ultimate Rave                 | Legacy Records                             | Prince                            |
| 2019               | Originals                     | Warner Bros. Records                       | Prince                            |

### Andere artiesten
| Releasedatum | Album titel                                   | Distributie                                | Uitgegeven als           |
| ------------ | --------------------------------------------- | ------------------------------------------ | ------------------------ |
| 1993         | Goldnigga                                     | niet gekend                                | The New Power Generation |
| 1994         | 1-800-NEW-FUNK                                | Bellmark/Life Records via Bellmark Records | Various Artists          |
| 1995         | Exodus                                        | Edel                                       | The New Power Generation |
| 1995         | Drum Fever                                    | Edel                                       | Jacob Armen              |
| 1995         | Child of the Sun                              | Edel                                       | Mayte                    |
| 1998         | Kamasutra                                     | 1-800-NEW-FUNK shop                        | The NPG Orchestra        |
| 1998         | Newpower Soul                                 | BMG via RCA Records                        | The New Power Generation |
| 1998         | Come 2 My House                               | BMG                                        | Chaka Khan               |
| 1999         | GCS 2000                                      | BMG                                        | Graham Central Station   |
| 2009         | Elixer (onderdeel van LOtUSFLOW3R / MPLSoUND) | Because Music                              | Bria Valente             |
| 2012         | Superconductor                                | niet gekend                                | Andy Allo                |
| 2015         | Back in Time                                  | Tidal                                      | Judith Hill              |
| 2015         | Oui Can Luv                                   | Tidal                                      | Andy Allo & Prince       |

## Trivia
- "NPG" komt van "New Power Generation", de naam van zijn toenmalige begeleidingsband.

- International Standard Name Identifier: 0000 0001 0725 2137
- Library of Congress Control Number: no2009048535
- MusicBrainz: c891a97e-0f83-4178-a723-f1fa4fe817b4
- Virtual International Authority File: 143469262